# Nestlé

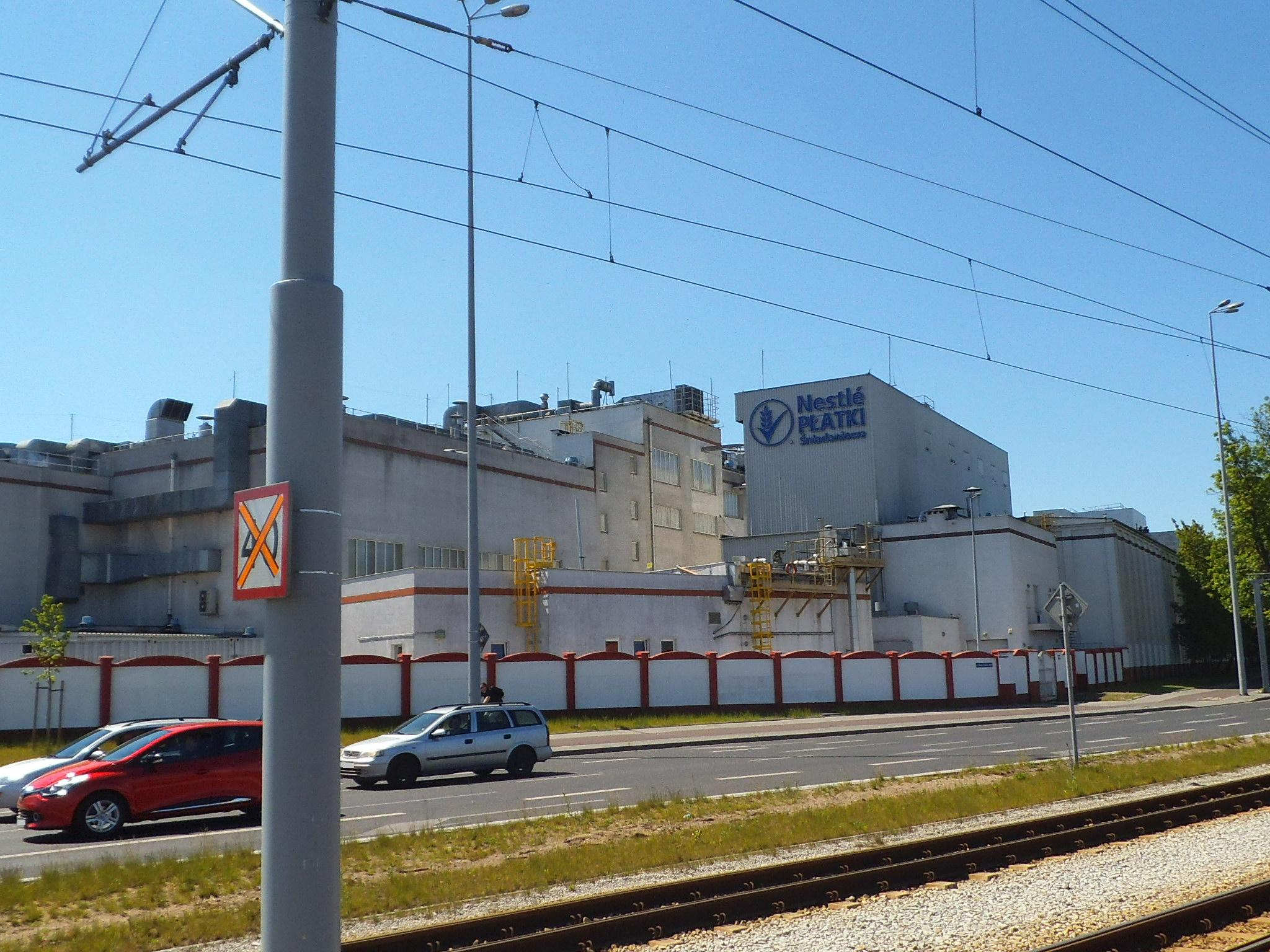
Cereal Partners Poland Toruń Pacific

Nestlé S.A. – szwajcarskie przedsiębiorstwo spożywcze założone przez niemieckiego farmaceutę Henriego Nestlé. Siedziba przedsiębiorstwa mieści się w Vevey, w kantonie Vaud, w Szwajcarii.

## Charakterystyka
Nestlé jest największym przedsiębiorstwem spożywczym na świecie oraz światowym liderem w produkcji odżywek dziecięcych, mleka w proszku, kawy rozpuszczalnej, lodów, wód mineralnych oraz karmy dla zwierząt.
W Polsce przedsiębiorstwo rozpoczęło działalność w roku 1993, wprowadzając kawę rozpuszczalną Nescafé oraz kakao Nesquik.

## Marki Nestlé
Nestlé jest właścicielem takich znanych w Polsce marek jak:
- Cereal Partners Poland Toruń Pacific – płatki śniadaniowe i batony oparte na płatkach śniadaniowych takie jak: Corn Flakes, Gold Flakes, Nesquik, Chocapic, Cini Minis, Cheerios, Kangus (miodowe), Frutina (z rodzynkami i jabłkami), Fitness (dla osób na diecie), Cookie Crisp
- Infant Nutrition – mleko Nan, kaszki dla dzieci Nestlé. W 2008 Infant Nutrition przejęła przedsiębiorstwo Gerber z siedzibą w Rzeszowie, producenta gotowych dań dla niemowląt Gerber, właściciela marki soków Bobo Frut
- Aero – czekolada lub batonik z bąbelkami
- Princessa – wafel pokryty mleczną, deserową lub białą czekoladą
- KitKat – batony
- Lion – batony
- JoJo – słodycze – żelki, pianki
- Nestlé, Platinium – lody
- Nałęczowianka – woda mineralna
- Mazowszanka – woda mineralna
- Dar Natury – woda
- Nescafé – kawa rozpuszczalna
- Nespresso – system kawy porcjowanej.
- Winiary (od 1995)
- Bon Pari – słodycze – cukierki, landrynki i żelki
- Purina – karmy dla psów i kotów
- Maggi – przyprawa w płynie
- After Eight – czekoladki z miętowym nadzieniem
- Zielona Budka – lody

### Czechy
- Studentská pečeť – czekolady

### Niemcy
- Thomy – majonezy, musztardy, sosy[6]

### Byłe marki
- (1994-2004) Goplana (odsprzedana przedsiębiorstwu Jutrzenka) – czekolada

## Kontrowersje i krytyka
W 1977 w Stanach Zjednoczonych zapoczątkowany został bojkot produktów firmy, związany z promowaniem przez Nestlé karmienia mlekiem modyfikowanym, jako alternatywy dla karmienia piersią. Uczestnicy twierdzili, że efektem polityki reklamowej Nestlé były problemy zdrowotne oraz śmierć niemowląt.
Nestlé jest krytykowane przez Greenpeace za znaczny udział w zanieczyszczaniu środowiska plastikami i próby ukrywania tej działalności.
Nestlé i Cargill wiązane są z plantacjami kakaowca, które wykorzystują do pracy dzieci i osoby nieletnie, także dzieci porwane przez handlarzy niewolników nawet w innych krajach.
Po rosyjskiej inwazji na Ukrainę 24 lutego 2022 prezydent Wołodymyr Zełenski bezpośrednio apelował do firmy o zaprzestanie działalności biznesowej, pomagającej w finansowaniu rosyjskiej inwazji. Pod naciskiem opinii publicznej Nestlé zawiesiło działalność w Rosji, z wyjątkiem produkcji towarów o krytycznym znaczeniu, jak odżywki dla niemowląt i medyczne. Zawieszenie objęło towary sprzedane w 2021 roku za około 1,7 miliarda franków szwajcarskich.
Spółka w dużej mierze poza produkcją żywności dla ludzi zajmuje się również wytwórstwem karm dla zwierząt domowych. W II kwartale 2024 roku ponad 21% przychodów ogółem odpowiadał segment Petcare, czyli produkcja żywności dla zwierząt. 